# Rudolf von Wittenburg
Rudolf von Wittenburg (* 17. Juni 1842 in Schlogwitz bei Zülz, Provinz Schlesien; † 14. Mai 1911 in Berlin) war ein deutscher Politiker. Als Wirklicher Geheimer Oberregierungsrat fungierte er als Präsident der Ansiedlungskommission (1891–1903) und war bereits vorher Landrat im Landkreis Neustadt O.S. (1872–1886).
Bereits 1887 kam er als Geheimer Regierungsrat zur Königlich Preußischen Ansiedlungskommission nach Posen und war Präsident vom 20. April 1891 bis zum 31. März 1903.
Dr. phil. von Wittenburg war seit 1869 Mitglied der Deutschen Geologischen Gesellschaft.